# Odznaka za Służbę w SS
Odznaka za Służbę w SS (niem. SS-Dienstauszeichnungen) – niemieckie odznaczenie nadawane za długoletnią służbę w SS, SS-Totenkopfverbände, SS-Verfügungstruppe lub SS-Junkerschule.

## Podział
Na polecenie Adolfa Hitlera z 30 stycznia 1938 roku, odznaki w czterech klasach zostały zaprojektowane przez Karla Diebitscha w Monachium.
- IV Klasa: 4-letnia służba w SS
- III Klasa: 8-letnia służba w SS
- II Klasa: 12-letnia służba w SS
- I Klasa: 25-letnia służba w SS

Powstać miała dodatkowa odznaka za 40-letnią służbę, natomiast nigdy nie została ona nadana.
Według historyka Christophera Alisby, odznaka nadawana była do końca 1941 roku.
| Awers   |                 |                 |                 |                |
| Baretka |                 |                 |                 |                |
| Klasa   | IV Klasa 4 lata | III Klasa 8 lat | II Klasa 12 lat | I Klasa 25 lat |